# Malé Kyšice
Malé Kyšice (Duits: Klein Kischitz) is een Tsjechische gemeente in de regio Midden-Bohemen en maakt deel uit van het district Kladno. Het dorp ligt op 3 km afstand van Unhošť.
Malé Kyšice telt 545 inwoners (2023).

## Geschiedenis
De eerste schriftelijke vermelding van het dorp dateert uit 1316.
Sinds 1960 is Malé Kyšice een zelfstandige gemeente binnen het district Kladno.

## Verkeer en vervoer

### Autowegen
Het dorp ligt in de buurt van weg II/118, die Malé Kyšice verbindt met Beroun enerzijds en Kladno anderzijds.

### Spoorlijnen
Er is geen spoorlijn of station in het dorp. Het dichtstbijzijnde station is Unhošt, op 7 km afstand. Dat station ligt aan spoorlijn 120 Praag - Kladno - Rakovník.

### Buslijnen
In Malé Kyšice is één gelijknamige halte waar de volgende buslijnen halteren:
| Lijn | Route                       | Vervoerder                                             |
| ---- | --------------------------- | ------------------------------------------------------ |
| 319  | Letiště - Linkový           | ČSAD MHD Kladno (in opdracht van Arriva Střední Čechy) |
| 630  | Beroun - Kladno (- Linkový) | ČSAD MHD Kladno (in opdracht van Arriva Střední Čechy) |

## Bezienswaardigheden
- Dorpskapel;
- Restanten van de vesting Vysoké vrch uit de late bronstijd;[5]
- Molen van Prošek in het natuurgebied Poteplí. De molen dateert uit 1423 en is een van de oudste langs de Loděnickýbeek.

## Bekende inwoners
- Miloš Sokola (1913-1976), Tsjechisch violist en componist
- Ondřej Sosenka (1975), Tsjechisch wielrenner[6]
- Miroslav Oliverius (1953), regionaal historicus
- Josef Chaloupka (1932-2003), musicus, dirigent

## Galerĳ

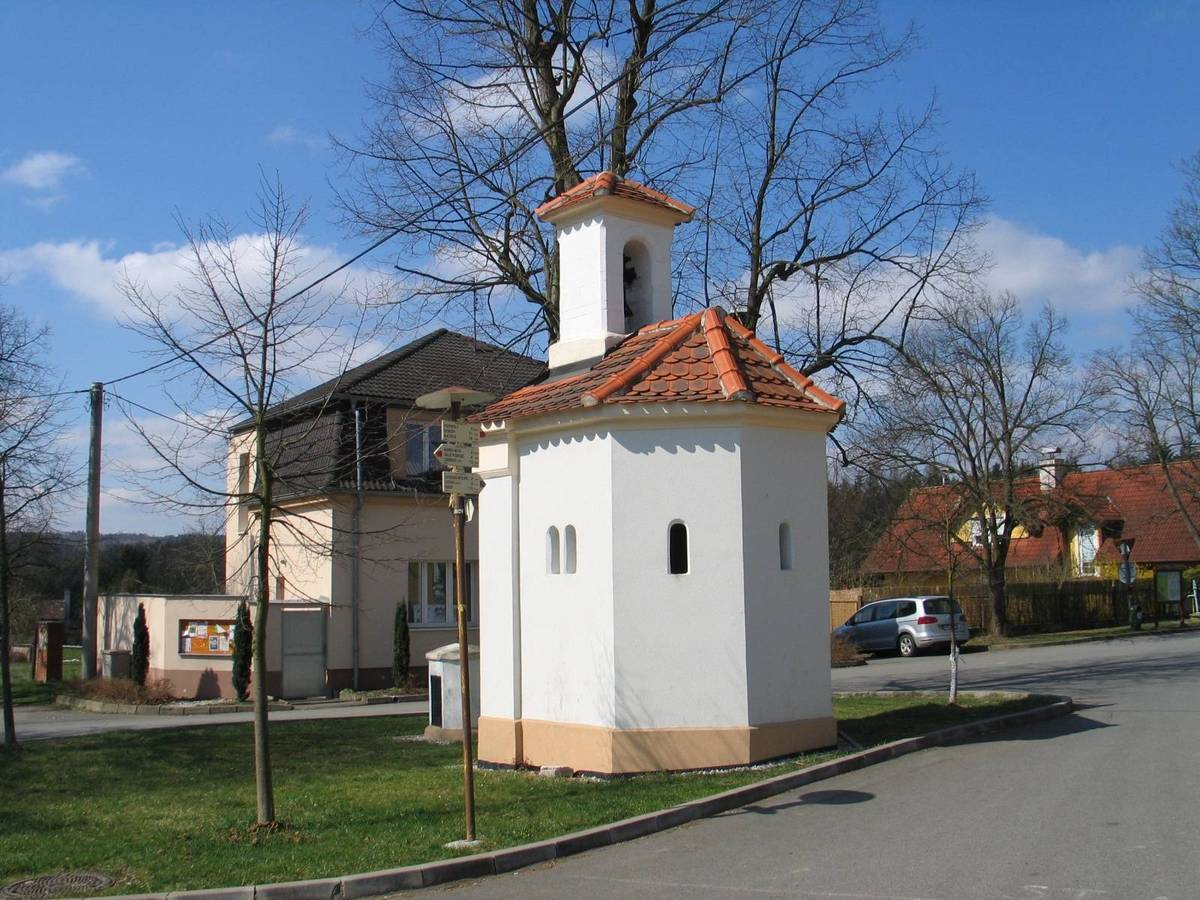
Dorpskapel
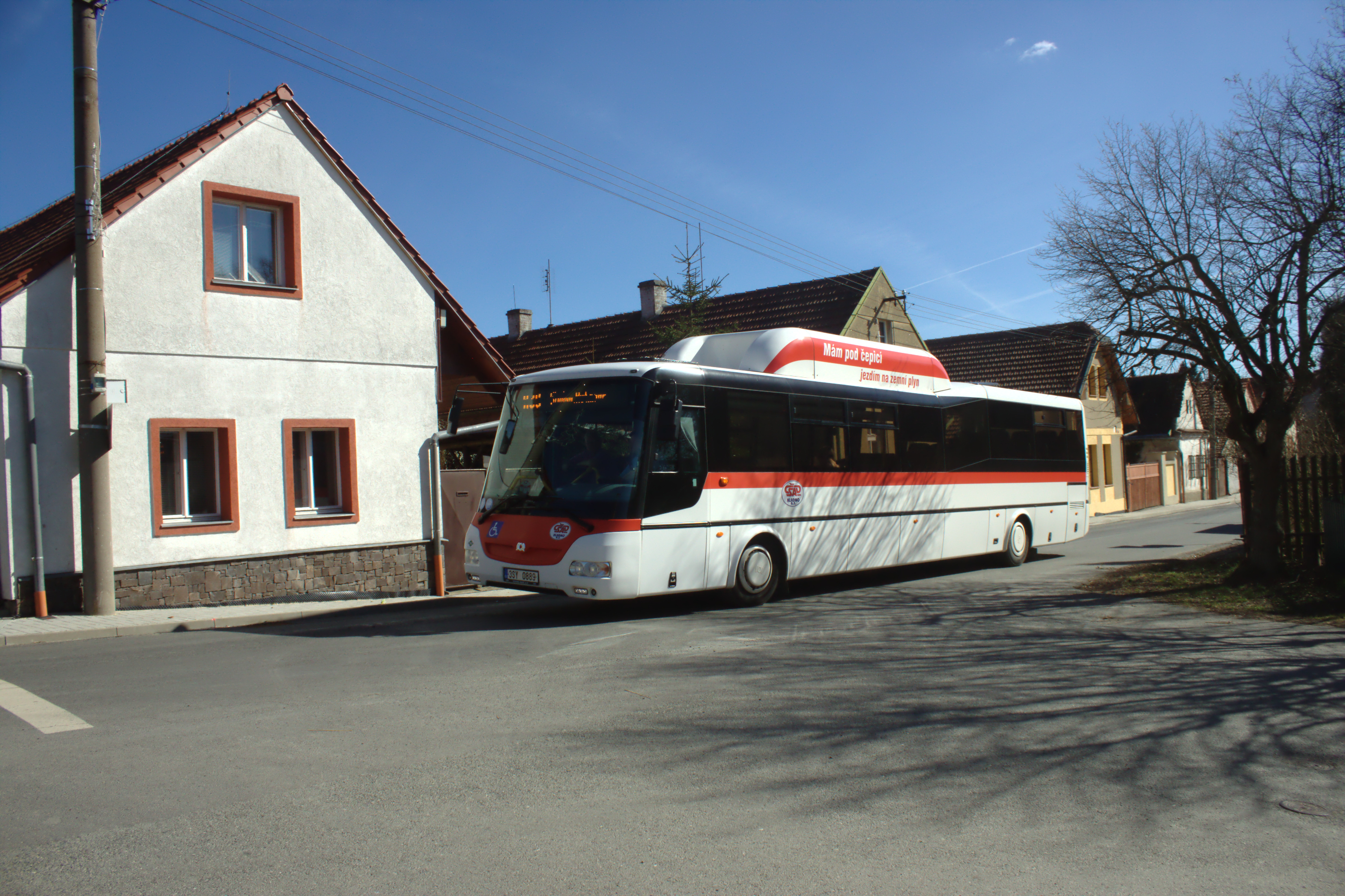
Bus in het dorp (2017)
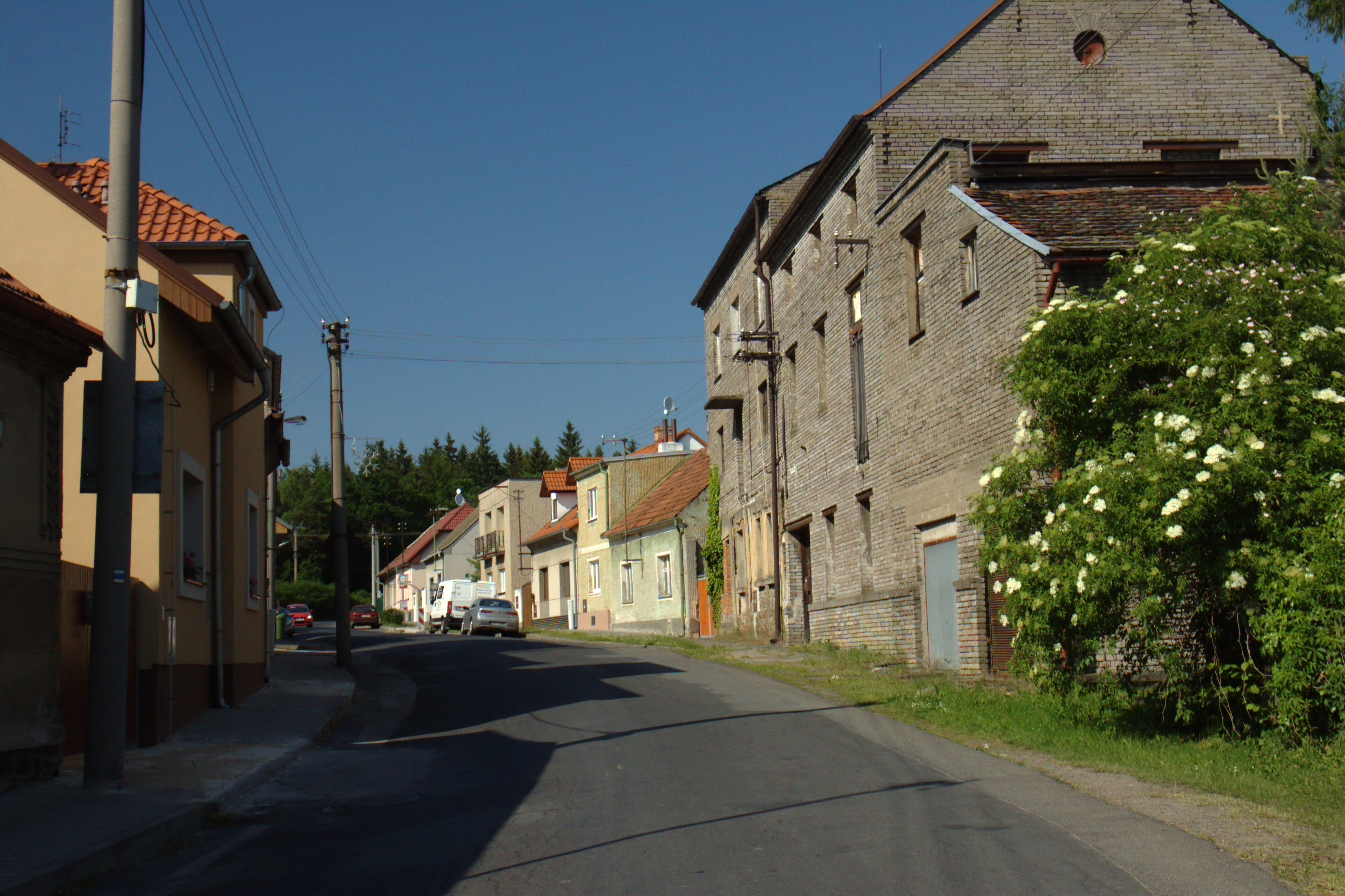
Weg door het dorp
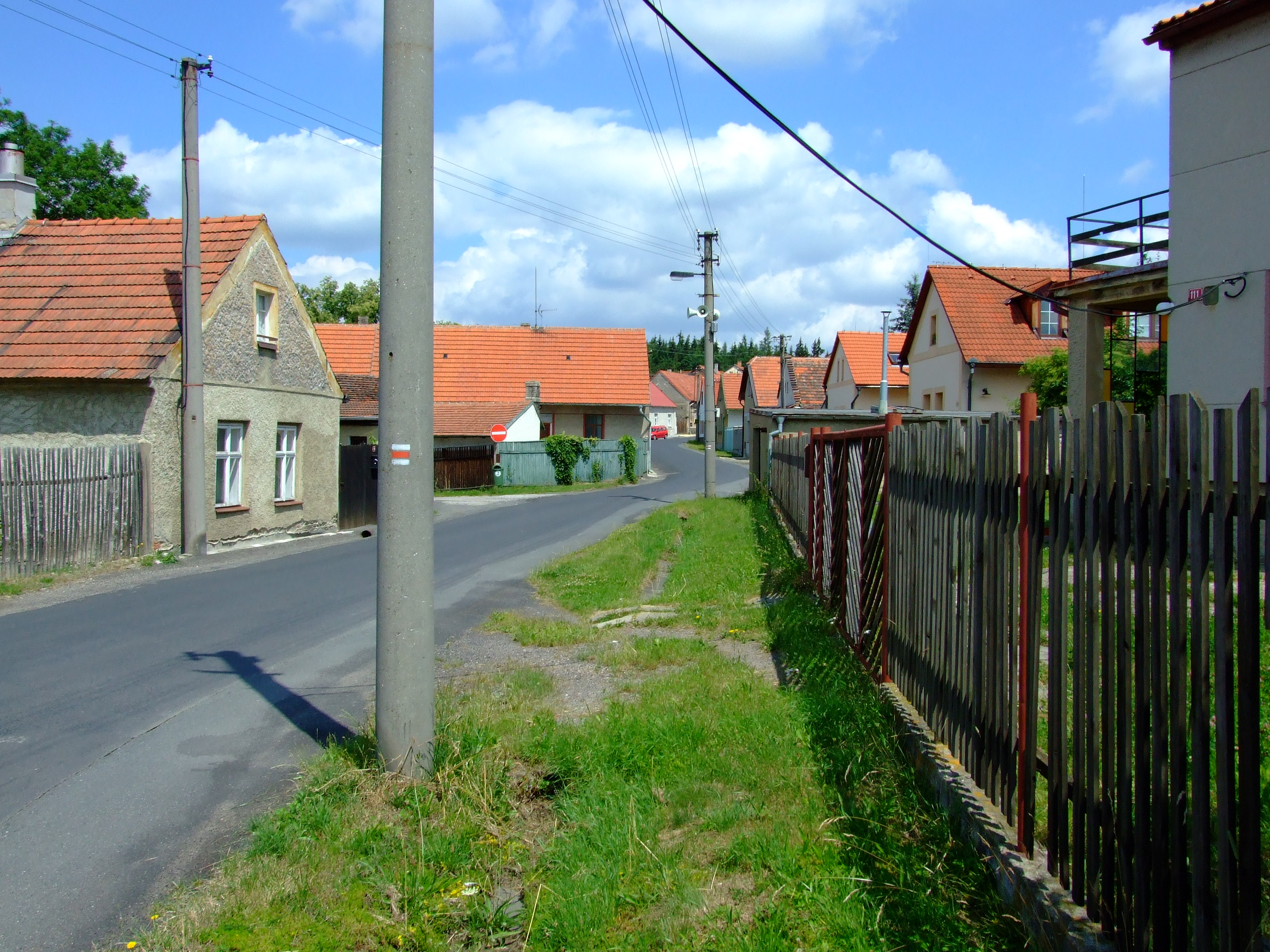
Huizen in het dorp